# چارلز دولان
چارلز دولان (انگلیسی: Charles Dolan) (زادهٔ ۱۶ اکتبر ۱۹۲۶ – درگذشتهٔ ۲۸ دسامبر ۲۰۲۴) کارآفرین، بازرگان و مدیر ارشد اجرایی آمریکایی بود، که به‌عنوان رئیس هیئت مدیره شرکت شبکه‌های ای‌ام‌سی نیز، فعالیت می‌کرد.
دولان در ۲۸ دسامبر ۲۰۲۴، در سن ۹۸ سالگی درگذشت.